# محمد راشد الفضلي
محمد راشد الفضلي (مواليد 1 يوليو 1987) هو لاعب كرة قدم كويتي سابق.
إنضم إلى نادي القادسية في عام 1995، وكان في وقتها مع فرق الناشئين في النادي، وفي موسم 2007–08 صعد إلى الفريق الأول، وقد تم اختياره في نفس الموسم كأفضل لاعب صاعد في الكويت من قبل جريدة الوسط الكويتية.
و في يوم 26 ديسمبر 2007 انضم إلى منتخب الكويت لكرة القدم.

## روابط خارجية
- محمد راشد الفضلي على موقع ناشيونال فوتبول تيمز (الإنجليزية)